# Platyceps elegantissimus
Platyceps elegantissimus är en ormart som beskrevs av Albert Günther 1878.
Platyceps elegantissimus ingår i släktet Platyceps och familjen snokar. IUCN kategoriserar arten globalt som livskraftig. Inga underarter finns listade i Catalogue of Life. Arten förekommer i Israel, Jordanien och Saudiarabien. Honor lägger ägg.